# Шара-Нур
Шара-Нур (тув. Сарыг-хөл) — озеро в республике Тыва (Россия). Расположено на юге Тес-Хемского кожууна в 5 км к северу от границы с Монголией, в 50 км юго-западнее села Самагалтай, в 40 км восточнее села Эрзин, 34 км к северо-западу от озера Торе-Холь.

## Название
от монг. Шар нуур «жёлтое озеро».

## Общие сведения
Озеро расположено на северо-востоке Убсу-Нурской котловины у южного склона хребта Адар-Даг-Тайга. Форма озера серповидная. Озеро вытянуто в широтном направлении. Подходы к озеру заболочены, вдоль берегов растут осока и камыш. На западном берегу в озеро впадает ручей Булак, питающийся подземными водами из урочища Тугай-Бажи, образованного рекой Нарийн-Гол. Множество источников есть и на берегах озера. В паводки в озеро Шара-Нур поступает часть воды реки Нарийн-Гол по протоке Тадыр. Высота над уровнем моря — 895,5 м.

## Бальнеологические и курортные характеристики
Рапа представляет сульфатно-хлоридный натриевый рассол (Бром (0,046 г/л), pH 7.8). В озере залегает слой серого и тёмно-серого ила мощностью до 1 м.

## Топографические карты
- Лист карты M-46-XVII Берт-Даг. Масштаб: 1 : 200 000. Указать дату выпуска/состояния местности.